# Sophina Brown
Sophina Brown (Saginaw, 18 settembre 1976) è un'attrice statunitense.

## Biografia
È conosciuta prevalentemente per il ruolo di Nikki Betacourt nella serie televisiva Numb3rs e per quello di Raina Troy nel legal drama Shark - Giustizia a tutti i costi.
Nel 2010 ha sposato Henry Simmons, suo collega sul set di Shark.

## Filmografia

### Cinema
- Perché te lo dice mamma (Because I Said So), regia di Michael Lehmann (2007)
- Synapse, regia di Kenlon Clark (2015)

### Televisione
- Strangers with Candy - serie TV, episodio 3x07 (2000)
- Law & Order - Unità vittime speciali (Law & Order: Special Victims Unit) - serie TV, episodio 2x12 (2001)
- The Education of Max Bickford - serie TV, episodio 1x04 (2001)
- Law & Order - I due volti della giustizia (Law & Order) - serie TV, episodio 13x13 (2003)
- Hack - serie TV, episodio 1x21(2003)
- Chappelle's Show - serie TV, 5 episodi (2003-2004)
- Pazzi d'amore (Committed) - serie TV, episodio 1x08 (2005)
- Numb3rs - serie TV, 32 episodi (2005-2010)
- Senza traccia (Without a Trace) - serie TV, episodio 4x11 (2006)
- Shark - Giustizia a tutti i costi (Shark) - serie TV, 38 episodi (2006-2008)
- Castle - serie TV, episodio 3x03 (2010)
- Law & Order: LA - serie TV, episodio 1x07 (2010)
- NCIS: Los Angeles - serie TV, episodio 2x16 (2011)
- Bones - serie TV, episodio 8x02 (2012)
- NCIS - Unità anticrimine (NCIS) - serie TV, episodio 10x20 (2013)
- Ravenswood - serie TV, 4 episodi (2013-2014)
- Scream - serie TV (2015)
- Twenties - serie TV (2020)
- The Orville - serie TV, episodio 3x07 (2022)

## Doppiatrici Italiane
Nelle versioni in italiano delle opere in cui ha recitato, Sophina Brown è stata doppiata da:
- Daniela Calò in Grey's Anatomy, Station 19
- Emanuela Amato in Shark
- Laura Latini in Numbers
- Laura Romano in Castle
- Laura Boccanera in NCIS: Los Angeles
- Cinzia Villari in Bones
- Patrizia Burul in Scream